# Syntopischer Salon
Der Syntopische Salon ist ein Non-Profit-Projekt eines interdisziplinären Teams zwischen Kunst und Wissenschaft. Seit seiner Gründung im Jahr 2009 bringt er mit Hilfe eines gläsernen Kubus interkulturelle und interdisziplinäre Inhalte in den öffentlichen Raum.

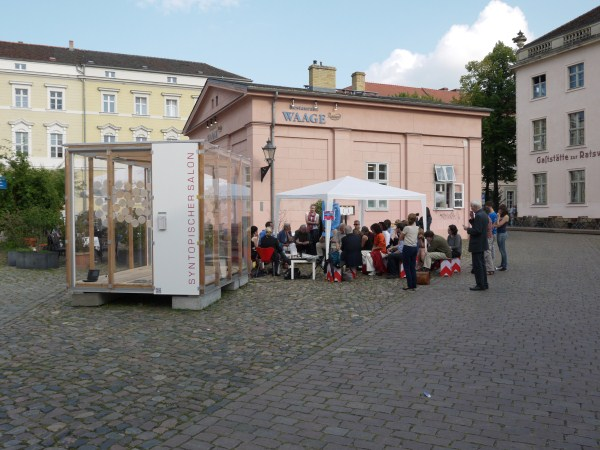
Syntopischer Salon, Neuer Markt Potsdam, 2012

## Konzept
Der Syntopische Salon baut auf dem Begriff der Syntopie auf. Syntopie besagt, dass zwei unverbundene Bereiche in bestimmter Weise an einem Ort zusammengebracht werden. Aus diesem Milieu kann etwas Neues, Unerwartetes entstehen. Den Syntopie-Begriff prägte in der Gehirnforschung Ernst Pöppel, Professor für Medizinische Psychologie an der Ludwig-Maximilians-Universität München. Eine künstlerische Umsetzung von Syntopie findet sich bei Igor Sacharow-Ross.
Der historische Begriff des Salons hat zweierlei Bedeutungen: Er bezeichnet sowohl Veranstaltungen kultureller Art als auch den Raum, in dem diese stattfinden. Der Syntopische Salon greift diese Tradition auf und interpretiert sie neu, indem der Salon in den öffentlichen Raum verlegt wird.
Im Sinne des Syntopie-Begriffs verbindet der Syntopische Salon Formen und Inhalte verschiedener Disziplinen und Kulturen zwischen Kunst, Wissenschaft und Gesellschaft an einem Ort und macht diese im öffentlichen Raum sichtbar.  
Ein gläserner Kubus, der Tag und Nacht einsehbar ist, bildet dabei die Schnittstelle zur urbanen Umgebung. In der Wechselwirkung zwischen den dort stattfindenden Aktivitäten und dem jeweiligen städtischen Umfeld ist der Syntopische Salon nicht nur Rahmen, sondern auch selbst Teil des Entwicklungsprozesses.    
Der Kubus wurde modular, reproduzierbar und transportabel konzipiert, um mit ihm die Verbindung von verschiedenen Orten auf der Welt zu ermöglichen. Als Gläsernes Labor bezeichnet, unterstreicht er den experimentellen Charakter des Syntopischen Salons.
Ein rostroter Ohrensessel, das Symbol des Syntopischen Salons, verweist auf die Lücke, auf den, der dort sitzen könnte. Seiner Funktion entsprechend – den Körper bequem zu lagern und den Geist fliegen zu lassen –, ist er eine Einladung für jeden, Platz zu nehmen.
Gäste des Syntopischen Salons waren u. a. der Gehirnforscher Ernst Pöppel, die Soziologin und Wirtschaftswissenschaftlerin Saskia Sassen und der Architekt Philipp Oswalt (Stiftung Bauhaus Dessau).

## Geschichte
Der Syntopische Salon wurde 2009 gegründet und agiert seitdem an verschiedenen Orten.
Ausgangspunkt war das südliche Bahnhofsviertel in München, das durch eine hochgradig verdichtete, urbane Mischung geprägt ist, die sich aus dem geschäftigen Treiben der unterschiedlichen Kulturen ergibt.
War der Syntopische Salon 2009 noch eine Veranstaltungsreihe, die an unterschiedlichen Orten des Viertels Themen zwischen Kunst und Wissenschaft behandelte, entstand im Mai 2010 das erste Gläserne Labor auf dem Gelände der Ludwig-Maximilians-Universität München. Damit bekam der Syntopische Salon einen eigenen, im urbanen Umfeld verorteten Raum. Direkt am Bürgersteig der Goethestraße gelegen, fungierte der Syntopische Salon bis zum August 2013 als Schnittstelle zwischen öffentlichem und institutionellem Raum.
Aufbauend auf dem Prinzip des Syntopischen Salons, wurde 2011 von der Bildenden Künstlerin Michaela Rotsch für Istanbul eine nomadische Form einer urbanen Schnittstelle entwickelt, das Syntopian Refuge. 
Vom Juni bis September 2012 agierte der Syntopische Salon auf dem Neuen Markt in Potsdam. Im Rahmen des Jahresthemas 2011/2012 „Artefakte. Wissen ist Kunst – Kunst ist Wissen“ der Berlin-Brandenburgischen Akademie der Wissenschaften (BBAW) wurde das Konzept des Syntopischen Salons von dessen Team in Zusammenarbeit mit der BBAW speziell für den Akademiestandort Potsdam weiterentwickelt und von der BBAW ein zweites Gläsernes Labor für den Standort Am Neuen Markt in Auftrag gegeben. Durch die Vernetzung von lokalen Partnerinstitutionen und Künstlern durch das interdisziplinäre Team ist ein Programm zu sieben Themenbereichen entstanden, das sich kontinuierlich über drei Monate entwickelte. Das Gläserne Labor wurde nach Abschluss der Veranstaltungsreihe von der Filmuniversität Babelsberg temporär für filmkünstlerische Forschungsprojekte weitergenutzt. 

## Team und Rechtsform
Der Syntopische Salon besteht aus dem interdisziplinären Team Roland Essl (Architektur), Michaela Rotsch (Bildende Kunst) und Ildiko Meny (Medizin).
Der Syntopische Salon ist ein Non-Profit-Projekt ohne eingetragene Rechtsform. Er arbeitet in unterschiedlichen Konstellationen mit wechselnden Projektpartnern zusammen.

## Veranstaltungen und Gäste (Auszug)
München:
- November 2009: Lesung von Ernst Pöppel aus seinem Werk Der Rahmen. Ein Blick des Gehirns auf unser Ich.
- Mai 2010: GAP_SPACE Shanghai, Diskussion mit Zhao Quiang, Professor für Public Art an der Donghua-Universität Shanghai
- Juli 2010: Hartmut Minich, Blütezeit und Simone Kunz, Negation der Lücke
- August 2010: Gülçin Aksoy, Cityscale: present tense
- September 2010: camillo, Salongespräche
- September 2010: Anja Uhlig (realitaetsbüro, Klohäuschen an der Großmarkthalle), Projekt Spitzbergen
- November 2010: Gülcan Turna, textile Skulptur
- April 2011: Michaela Rotsch, GOBOTAG_STATION Goethe–Sirkeci
- Mai 2011: Schattenjäger, Umhüllung
- August 2011: Susanne Pittroff, Home-Sweet Home (Station 3)
- Oktober 2011: Ildiko Meny, NOCTILUCA
- November 2011: Robert Stumpf, Cocytus
- März 2013: Juliane Zellner, Buenos Aires_Lückenstrukturen über Augenhöhe

Potsdam:
- Juni 2012: Michaela Rotsch und Ildiko Meny im Austausch mit dem Akademievorhaben der BBAW CVMA, RAYS
- Juli 2012: Cornelia Oßwald-Hoffmann in Zusammenarbeit mit dem Kollektiv Künstlergeist und im Austausch mit dem Zentrum für Zeithistorische Forschung (ZZF), REPOSITORY OF KNOWLEGDE AND ART
- Juli 2012: Department für öffentliche Erscheinungen (Peter Boerboom, Gabriele Obermaier, Carola Vogt, Silke Witzsch), WIE SCHWARZ SEHEN SIE?
- Juli 2012: Bert Praxenthaler im Austausch mit Marc Thörner und dem Akademievorhaben der BBAW Corpus Coranicum
- August 2012: Åsa Sonjasdotter in Zusammenarbeit mit den Prinzessinnengärten und im Austausch mit dem Haus der Brandenburgisch-Preußischen Geschichte, A POTATO PERSPECTIVE ON CROSSINGS, IDEAS AND MATTER
- August 2012: Michaela Rotsch und Manfred Gödel Systembiologie im Austausch mit der LMU München und dem Filmmuseum Potsdam, ZWISCHENRAUM_ZÜCHTUNG-GOBOTAG

## Weiterführende Literatur
- Juliane Zellner: "Temporary stages in the urban space. The 'cooperative formats' of the BMW Guggenheim Lab and the Syntopic Salon". Lit Verlag, Münster 2014, ISBN 9783864350115